# Bio Cosmopolite

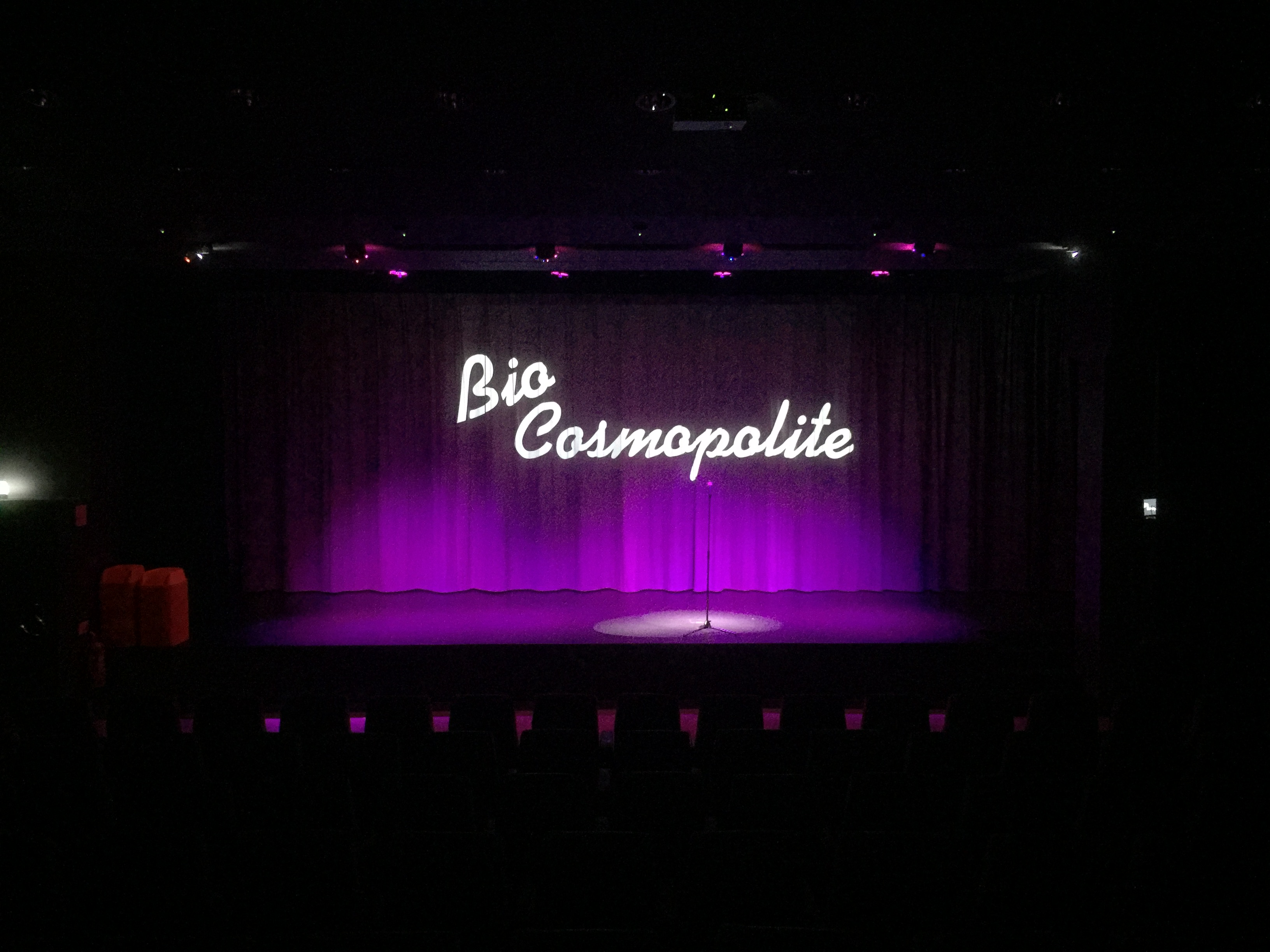
Biografsalongen inför ett företagsevent.

Bio Cosmopolite är en biograf i Brandbergens centrumbyggnad och öppnade 1974 efter att först ha varit aula åt Brandbergsskolan. Biografen fortsatte att fungera som aula även efter ombyggnaden till biograf, och drevs i olika former fram tills den stängdes i april 2012 då pengar saknades för ny teknik.
Efter en omfattande ombyggnad och digitalisering öppnade biografen igen i april 2014.  År 2014 hade biografen ungefär 14 500 besökare. Särskilt populära är visningarna av direktsänd opera från The Metropolitan Opera i New York.
Biografen har idag 141 fasta stolar samt utrymmen för barnvagnar, rullstolar och permobil. Tillgänglighetsarbetet belönades med ett hedersomnämnande vid Haninge kommuns prisutdelning för tillgänglighet 2015.
Sedan hösten 2018 drivs biografen av Eurostar AB.